# Camille Flammarion
Pour l’article homonyme, voir Flammarion.
Nicolas Camille Flammarion, né  le 26 février 1842 à Montigny-le-Roi (Haute-Marne) et mort le 3 juin 1925 à Juvisy-sur-Orge (Seine-et-Oise, aujourd'hui Essonne), est un astronome et passeur de sciences français.
Il a su rendre l’astronomie accessible au plus grand nombre grâce à de nombreux ouvrages et articles de presse, à ses cours et ses conférences, ainsi qu’à la création de sociétés savantes — notamment la Société astronomique de France —, de la revue L'Astronomie, et de l’observatoire de Juvisy-sur-Orge, qui porte aujourd’hui son nom. Ses œuvres ont été traduites dans de nombreuses langues, lui conférant une notoriété internationale.

## Biographie

### Jeunesse et études

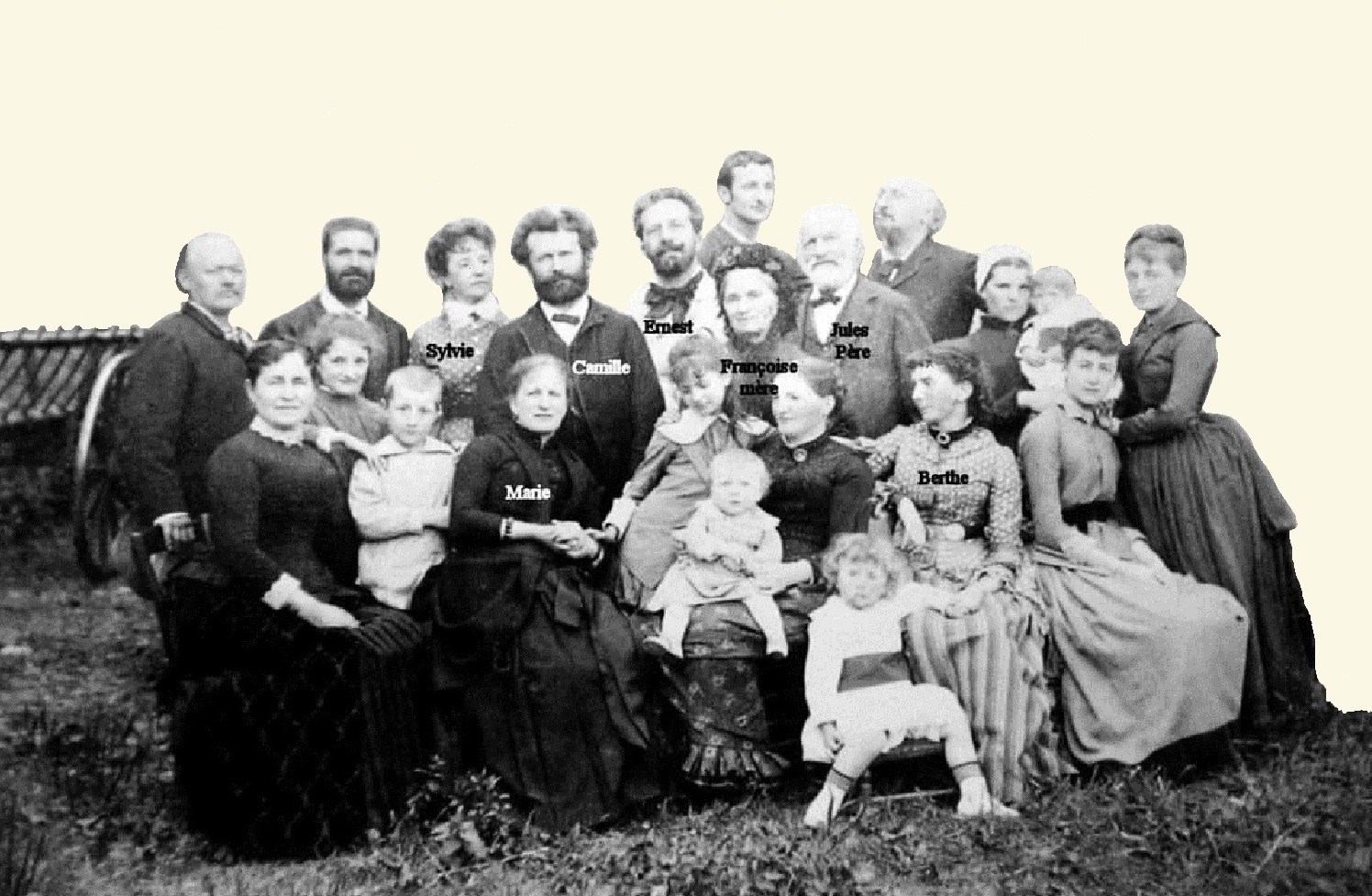
Camille et Ernest Flammarion et leur famille.

Aîné d’une famille de quatre enfants, dont le cadet, Ernest, fondera la librairie Flammarion et les Éditions Flammarion, Camille grandit dans une famille modeste à Montigny-le-Roi. Ses parents Jules et Françoise Flammarion tiennent un commerce de mercerie. Il est confié à l'abbé Mirbel, curé du village, pour son éducation. Sa passion pour l'astronomie naît le 9 octobre 1847, lorsqu'il observe une éclipse annulaire, sa mère ayant placé un seau d'eau faisant office de miroir.
À la suite de difficultés financières, lorsque Montigny-le-Roi est touchée par une épidémie de choléra, sa famille monte tenter sa chance à Paris, et le destine à l'état ecclésiastique. Elle le laisse en pension au séminaire de Langres en 1853. Il rejoint ses parents à Paris en 1856, où il devient apprenti chez un graveur ciseleur et y apprend notamment le dessin. Son père, employé aux studios Tournachon-Nadar, lui fait découvrir la photographie.

### Astronomie
En suivant des cours gratuits du soir pour préparer le baccalauréat, il parvient à terminer ses études en 1858, et à écrire le gros manuscrit de 500 pages d'une Cosmogonie universelle qui sera publié plus tard sous le titre : Le Monde avant l’apparition de l’Homme. Mais il est surmené par la charge de travail qu'il s'impose. Son médecin, le docteur Fournier, percevant la passion de Camille pour l'astronomie, lui fait rencontrer le directeur de l'Observatoire de Paris, le célèbre astronome Urbain Le Verrier, qui lui trouve une place de calculateur à l'Observatoire impérial de Paris, où il est attaché au Bureau des calculs et assiste après ses heures de travail le professeur Jean Chacornac aux observations nocturnes.

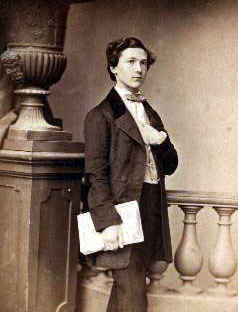
Camille Flammarion, photo prise en 1858.

### La Pluralité des mondes habités
Ce thème était déjà en vogue au long du XIXe siècle. Si c'est Bernard Le Bouyer de Fontenelle qui le développe le premier dans les Entretiens sur la pluralité des mondes, il avait été préalablement popularisé au long du siècle par Charles Fourier, Alphonse Esquiros, Jean Reynaud, Théophile Gautier, Auguste Comte (qui évoque « nos concitoyens, les habitants des planètes ») et même Auguste Blanqui. De sa rencontre avec Kardec (1861), il converse avec l'esprit de Galilée, par l'intermédiaire de la médium Mlle Huet, et publie La Pluralité des mondes habités (1862), un ouvrage à la fois spirite et astronomique qui traite des conditions d'habitabilité « des terres célestes ». Il n'était encore âgé que de 19 ans.
À la suite de cette publication, il est congédié de l'Observatoire de Paris par son directeur, Urbain Le Verrier, qui lui dit : « Monsieur, vous n’êtes pas savant, mais poète! », mais le directeur du bureau des calculs, Charles-Eugène Delaunay, le réengage pour calculer les éphémérides annuelles de la Lune. Succédant ensuite à l’abbé Moigno, il entre, à la demande de Ferdinand Höfer, à la rédaction de la revue Cosmos:97, où il mène une campagne contre l’administration de Le Verrier.
En 1865, il devient rédacteur scientifique du journal Le Siècle:104, et renoue, l’année suivante, avec la tradition d’Arago, en donnant de nombreuses conférences publiques sur l’astronomie populaire. En 1868, il entreprend plusieurs ascensions en ballon afin d'étudier l'état hygrométrique et la direction des courants aériens de l’atmosphère:32.
Le 2 avril 1869, il prononce l'éloge funèbre d'Allan Kardec dans laquelle il affirme :

« [...] le spiritisme n'est pas une religion, mais c'est une science, science dont nous connaissons à peine l'a b c. Le temps des dogmes est fini. La nature embrasse l'univers, et Dieu lui-même, qu'on a fait jadis à l'image de l'homme, ne peut être considéré par la métaphysique moderne que comme un Esprit dans la nature. Le surnaturel n'existe pas. Les manifestations obtenues par l'intermédiaire des médiums, comme celles du magnétisme et du somnambulisme, sont de l'ordre naturel et doivent être sévèrement soumises au contrôle de l'expérience. Il n'y a plus de miracles. Nous assistons à l'aurore d'une science inconnue. Qui pourrait prévoir à quelles conséquences conduira dans le monde de la pensée l'étude positive de cette psychologie nouvelle ? »

— Camille Flammarion, Discours prononcé sur la tombe d'Allan Kardec
Cette parenthèse ne se refermera qu'à sa mort et se reflétera dans ses romans (Récits de l’infini ; Rêves étoilés, Uranie, La fin du monde, Stella). Il fréquentera les cercles spirites, occultistes et métapsychistes tout au long de sa vie.

### Sylvie Pétiaux

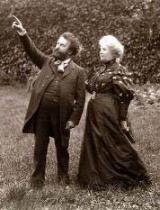
Camille Flammarion et sa première épouse, Sylvie Pétiaux.

En 1874, Camille Flammarion épouse et emmène en ballon pour leur voyage de noces Sylvie Pétiaux avec qui il entretient une liaison depuis plusieurs années. Sylvie, née en 1836 à Valenciennes, avait pour sœur, Zélie-Rosalie Pétiaux (1838-1873), chanteuse lyrique, épouse du comte Mikhaïl Illarionovitch Moussine-Pouchkine (1836-1915) et pour nièce, Olga Illarionova Moussine-Pouchkine (1865-1947), violoniste des théâtres impériaux russes qui sera grand-maître d'une loge martiniste en Russie. Flammarion se liera d'ailleurs à Gérard Encausse, dit Papus.
Sylvie partage le même intérêt pour l'astronomie que son mari : c'est à son initiative que le « Prix des Dames », récompensant des services éminents rendus à la Société astronomique de France, est établi. Le prix est décerné pour la première fois à Dorothea Klumpke en 1897.
Féministe engagée, Sylvie fonde l'association pacifiste La Paix et le Désarmement par les femmes en 1899.

### L'Astronomie populaire

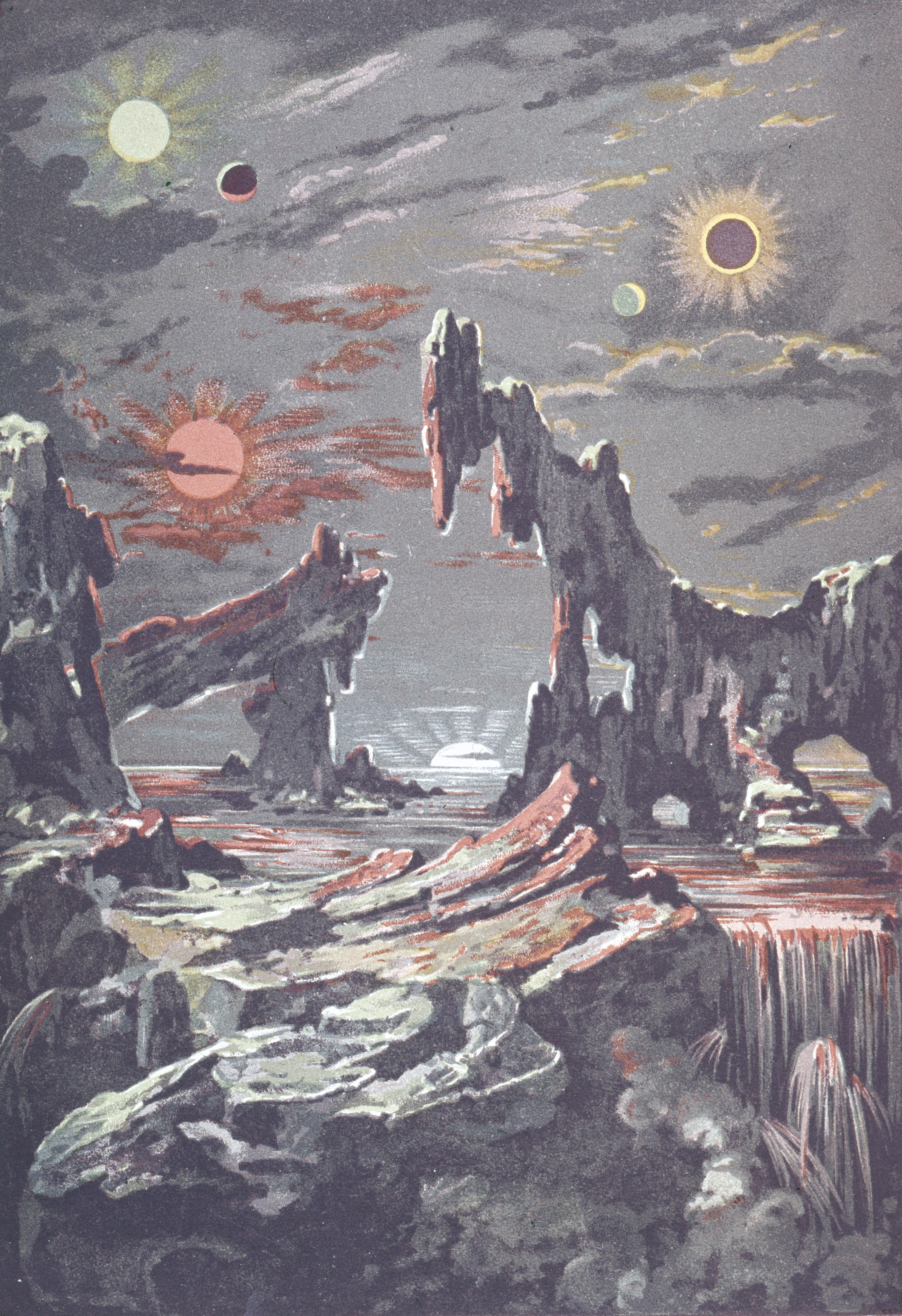
Illustration, Astronomie populaire.

En 1876, Flammarion observe le changement des saisons sur les régions sombres de Mars. De 1876 à 1880, il effectue plusieurs vols en aérostat pour étudier les phénomènes atmosphériques et en particulier l’électricité atmosphérique. Avec les bénéfices de L'Assommoir de Zola, Camille et Ernest publient l'impressionnant album l'Astronomie populaire en 1879 qui sera tiré à 130 000 exemplaires entre 1879 et 1924.
En 1887, il crée la Société astronomique de France, dont il est le premier président et dont il dirige le bulletin mensuel jusqu'à sa mort, L'Astronomie.

### Observatoire de Juvisy-sur-Orge

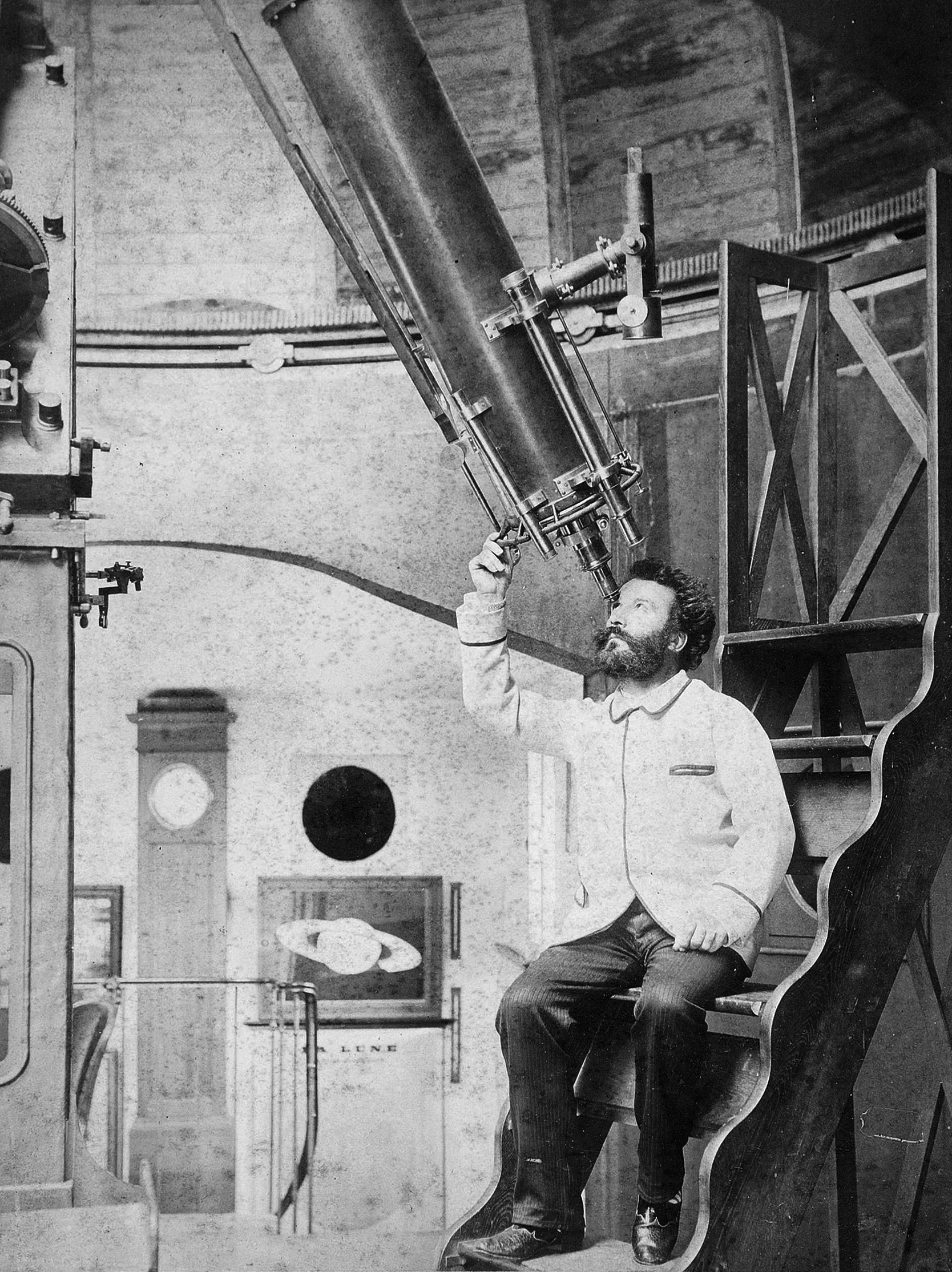
Camille Flammarion à Juvisy (au milieu des années 1880).

En 1882, un riche Bordelais nommé Louis-Eugène Meret et admirateur de Flammarion, lui offre une belle propriété à Juvisy-sur-Orge, où il fonde, en 1883, l’observatoire de Juvisy-sur-Orge. Il y fait construire une coupole astronomique qu'il dote d'une lunette équatoriale (240 mm de diamètre, 3 750 mm de focale) dont il confie la construction à Bardou (optique), Breguet (horlogerie) et Gaussin (mécanique). Sa bibliothèque privée comprend de très nombreux ouvrages relatifs à l'histoire des sciences. Là, il développe l'astrophotographie avec son adjoint Ferdinand Quénisset. En 1894, il crée dans son jardin une station de radio culture, composée de plusieurs serres de verre coloré, afin d'observer l'influence des radiations solaires sur la croissance des plantes. Les expériences sont menées par l’ingénieur Loisel et par sa femme Sylvie. Il découvre ainsi que la lumière rouge est la plus efficace sans que la température soit un facteur déterminant. Il tire, en 1898, les mêmes conclusions de l'observation des têtards et des vers à soie.
Camille Flammarion reçoit à son observatoire de nombreuses personnalités comme l’empereur du Brésil, don Pedro d’Alcantara, le 29 juillet 1887, Percival Lowell et la reine Marie de Roumanie. En 1889, la renommée du scientifique est telle que la ville de Juvisy baptise la rue Camille-Flammarion, en son honneur.

### Mars

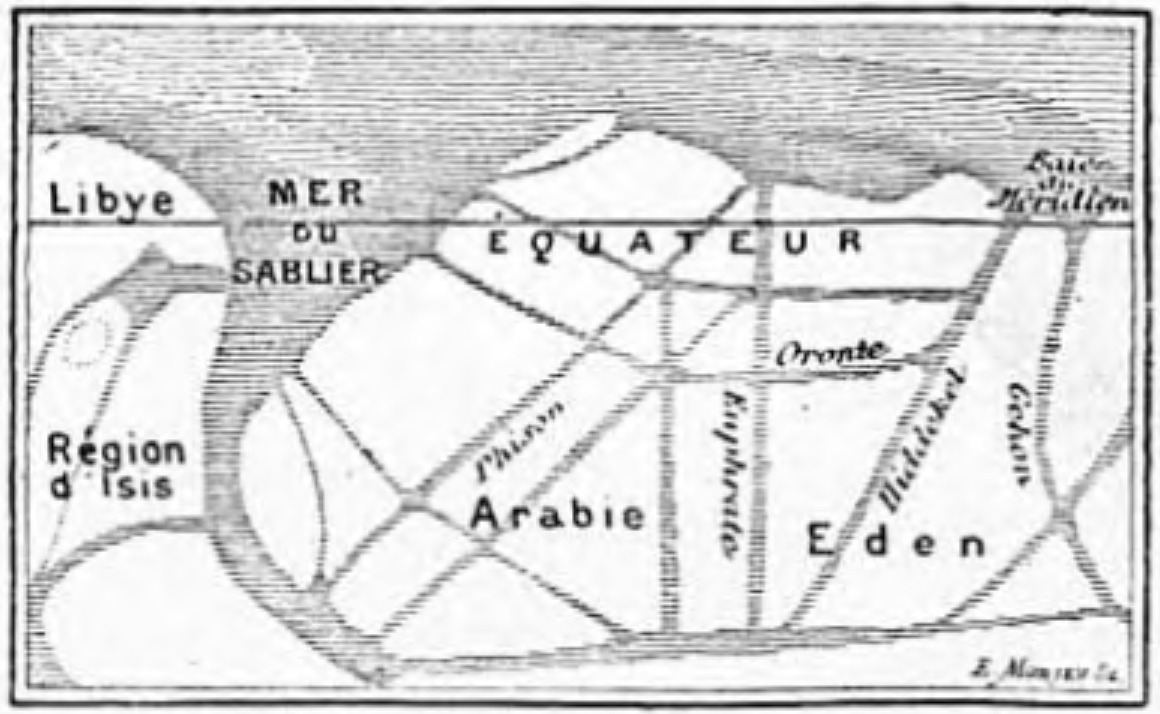
Illustration figurant sur la première page de La Planète Mars - Tome 1.

En 1892, il publie La Planète Mars et ses conditions d’habitabilité où il fait des analyses et des observations détaillées de la découverte de Giovanni Schiaparelli, en fait erronée, selon laquelle la planète Mars posséderait des canaux et des mers. Il y inclut toutes les observations connues de la planète effectuées depuis 1636. Influencé par les travaux de William Henry Pickering, il émet même l’hypothèse que la « planète rouge » est peut-être habitée par « une race supérieure à la nôtre ».

### Fin de vie

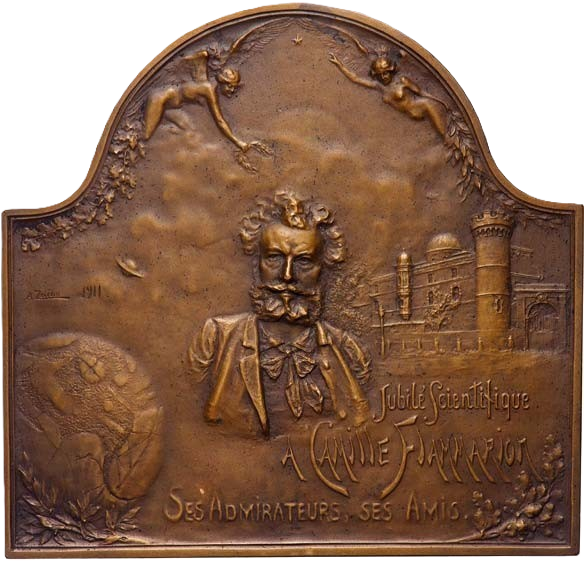
Effigie en bronze de Camille Flammarion, à l'occasion du jubilé scientifique, Alexander Zeitlin, 1911.

En 1911 a lieu le jubilé scientifique À Camille Flammarion. Une médaille commémorative en argent poinçonné d'Alexandre Zeitlin (en) le représente en buste devant l'Observatoire. Il en existe aussi une version en bronze.
En 1914, il se réfugie à Arcachon, puis à Cherbourg. En décembre 1914, il organise, pour le gouvernement, une collecte de jumelles et d'appareils photographiques. Après le conflit, il se consacre davantage aux questions spirites qu'aux sciences. Après la mort de sa première femme emportée par la grippe espagnole, le 23 février 1919, il épouse, le 9 septembre 1919, son assistante Gabrielle Renaudot (bachelière et auteure de nombreuses communications scientifiques), qu’il connaissait depuis 1893:184.
Camille Flammarion meurt le 3 juin 1925, dans son cabinet de travail à Juvisy-sur-Orge, terrassé par une crise cardiaque. Il est inhumé le 6 juin 1925 dans le parc de l'observatoire de Juvisy-sur-Orge aux côtés de sa première épouse Sylvie Pétiaux. Assistent à ses obsèques de nombreuses personnalités du monde politique (Henri Aiguier (député), Paul Painlevé (président du Conseil), Charles Reibel (député), Édouard Herriot (député-maire de Lyon), Alexandre Millerand (sénateur), Yvon Delbos (sous-secrétaire d'État à l'Enseignement technique et aux Beaux-arts), Adrien Bonnefoy-Sibour (préfet de Seine-et-Oise)…), scientifique (Paul Appell, Jules Baillaud, Émile Borel, Léon Lecornu, Eugène Osty, André Danjon, Georges Fournier, Émile Belot, Charles Lallemand…), militaire (Gustave Ferrié…), littéraire et artistique (Maurice Chabas, Jean Vignaud, Rachilde…) et spirite (Jean Meyer (fondateur de l'IMI)…). Sa seconde épouse, Gabrielle Renaudot Flammarion y est inhumée en 1962.

Tombe de Camille Flammarion et de ses deux épouses.
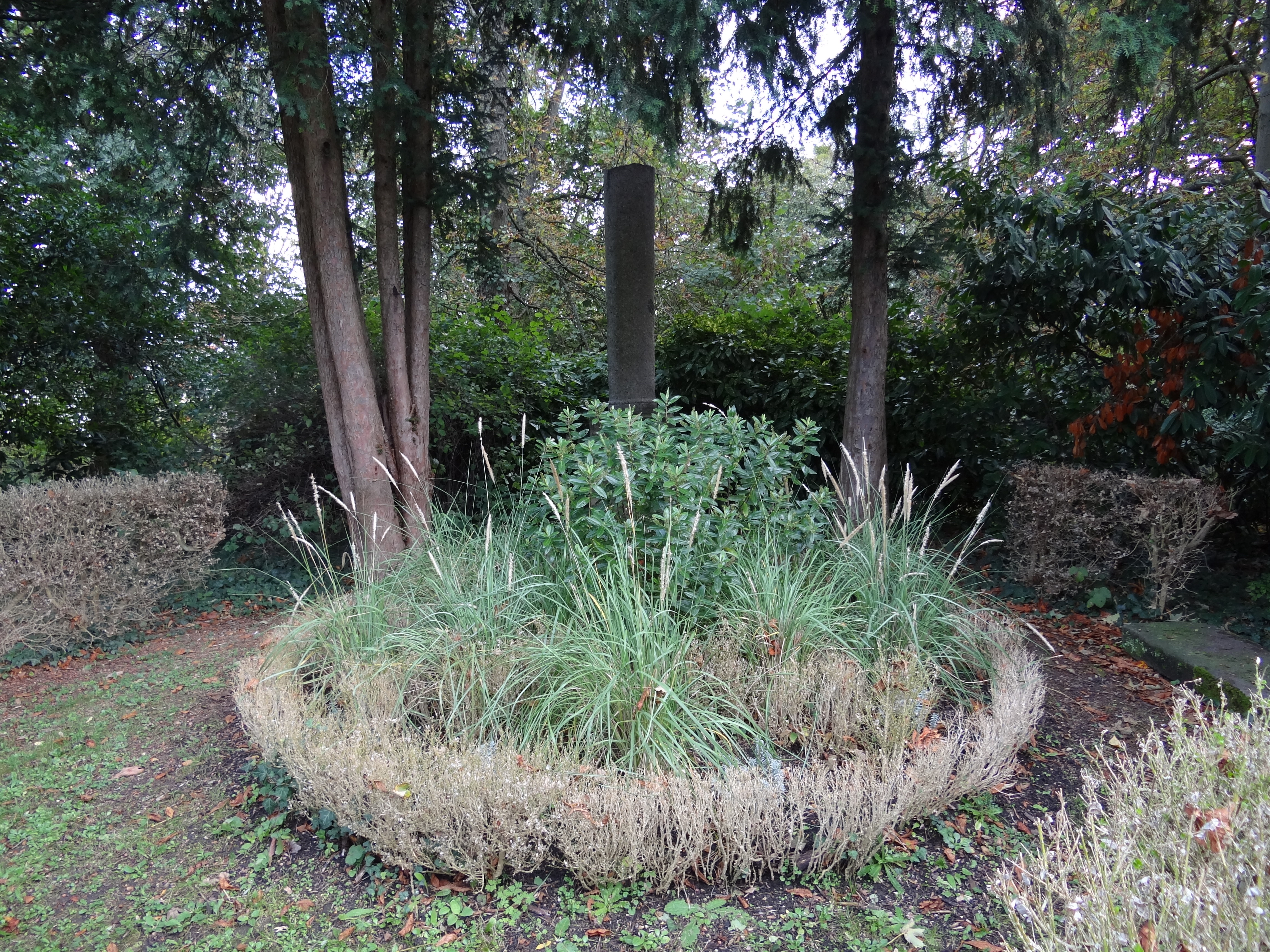
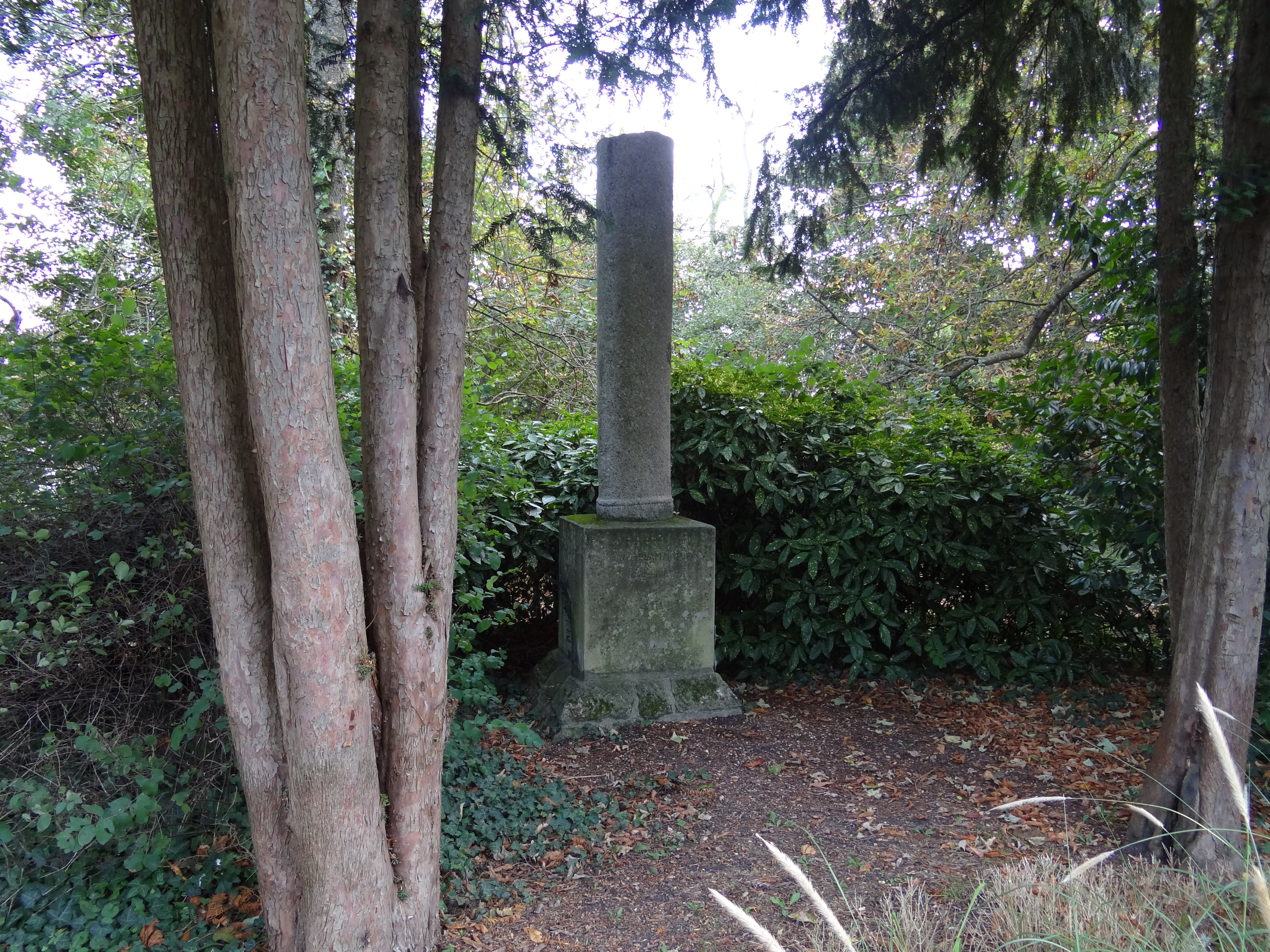
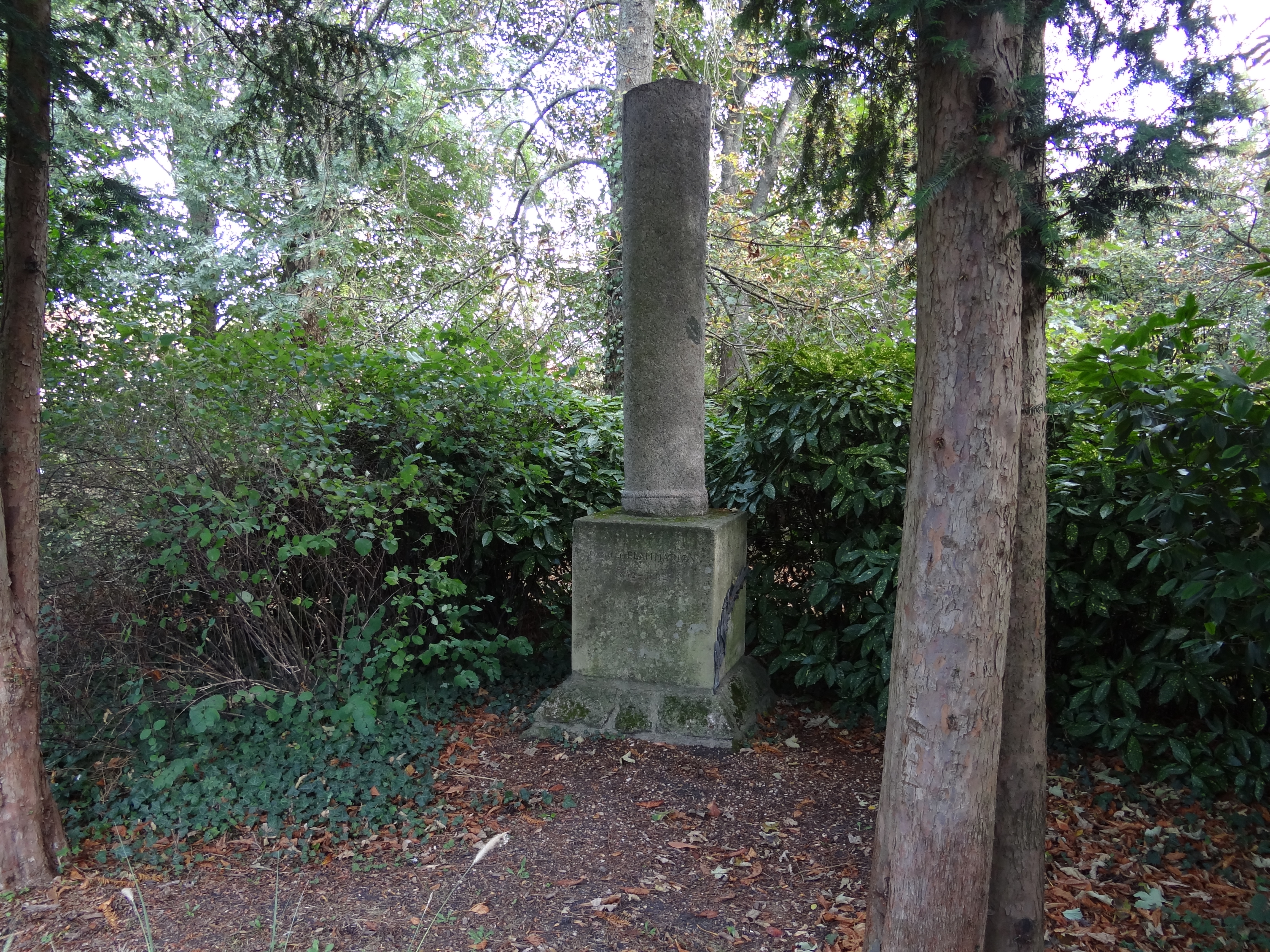
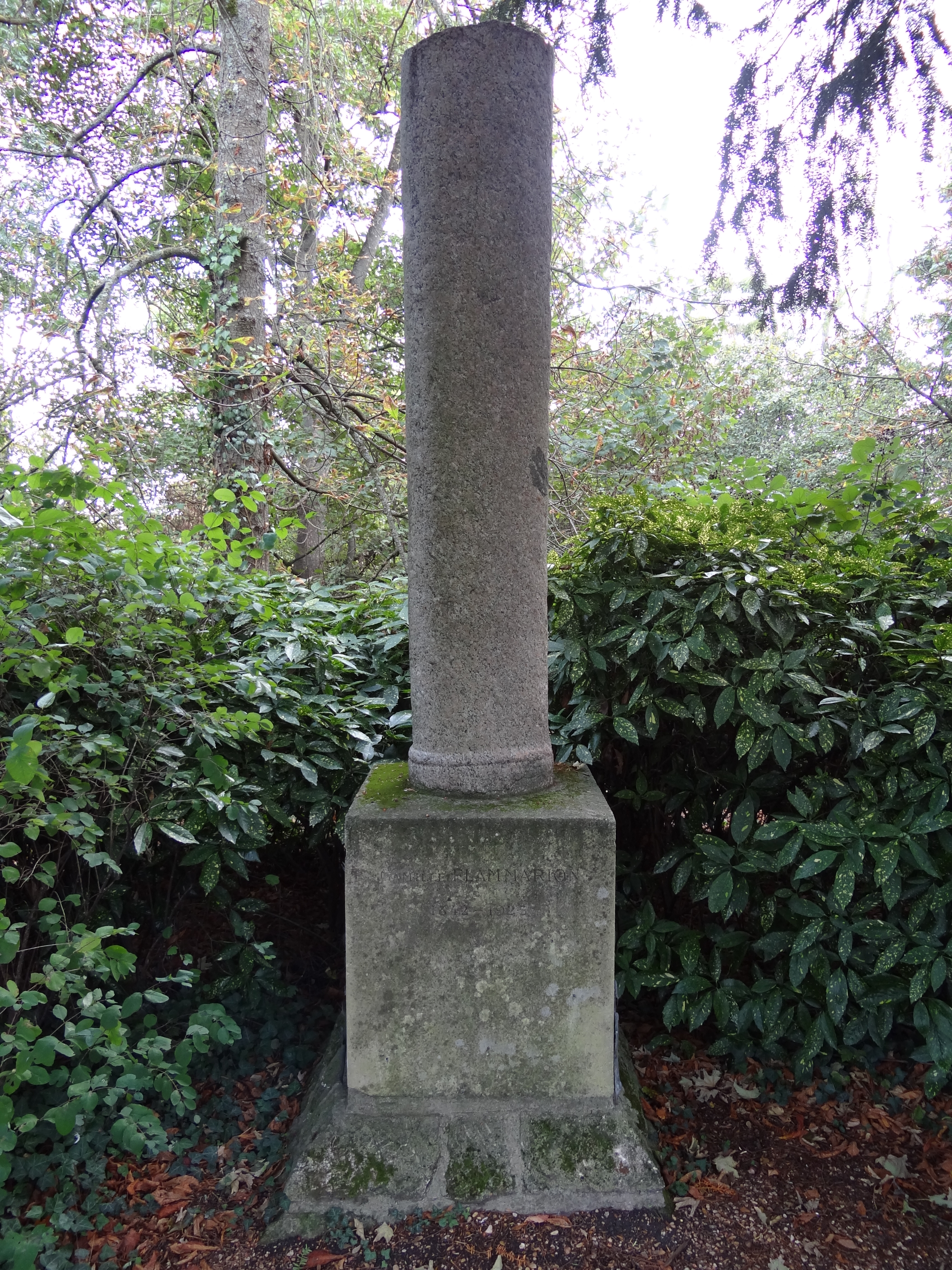
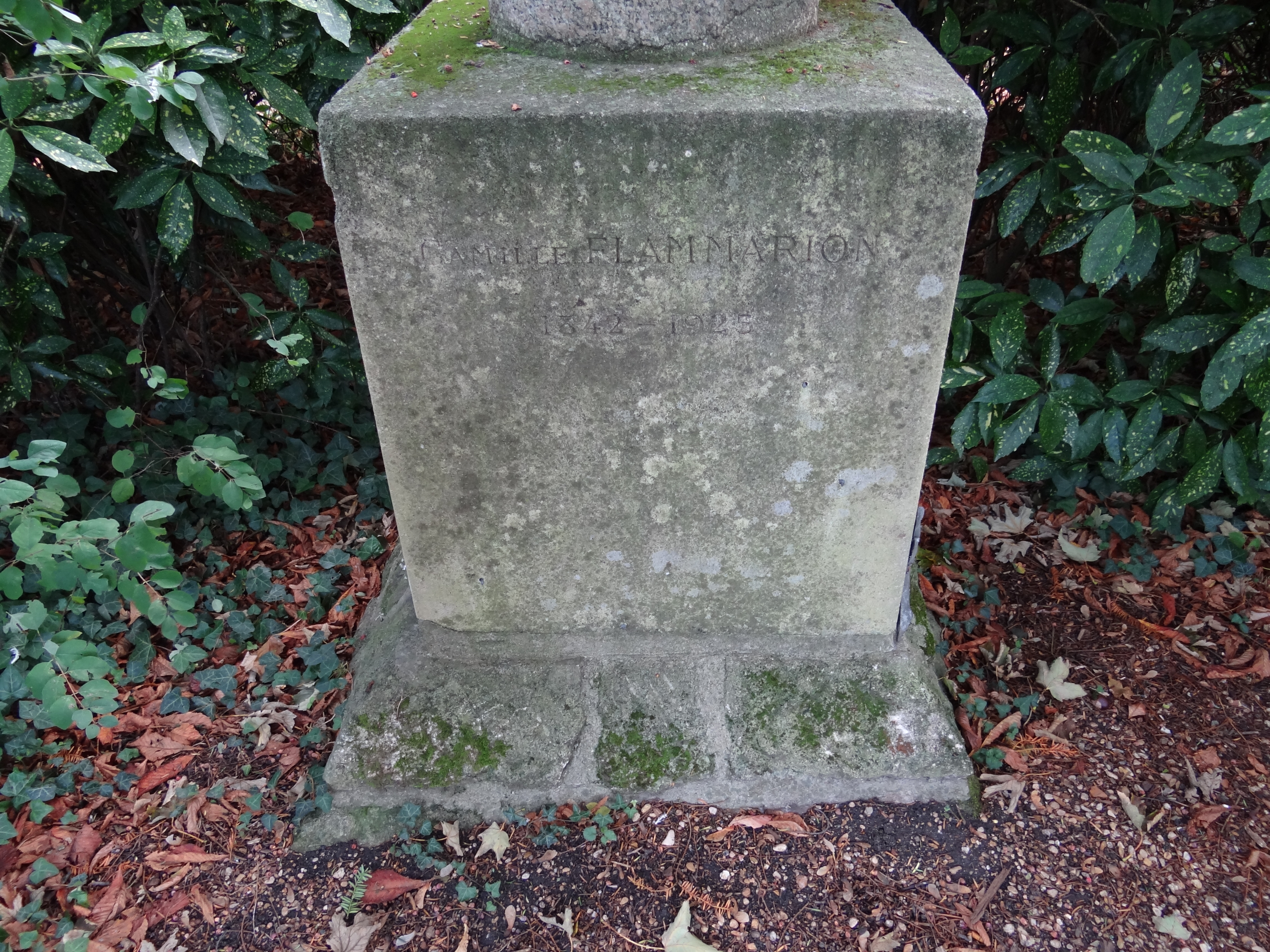

## Distinctions et hommages

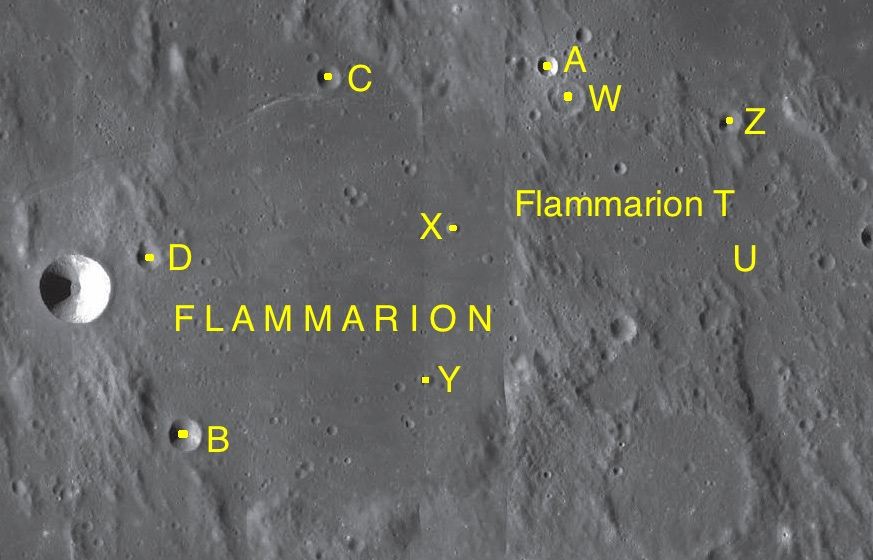
Série de cratères à la surface de la Lune portant le nom de Flammarion.

Camille Flammarion a reçu plusieurs distinctions :
En France
- Officier d’académie (1867)[29]
- Prix Montyon de l’Académie des Sciences, pour l’Astronomie populaire (1880)[30]
- Chevalier de la Légion d’honneur (1881)[31]
- Officier de l’instruction publique (1882)[32]
- Prix Jules Janssen de la Société astronomique de France (1897)
- Officier de la Légion d’honneur (1912)[33]

- Commandeur de la Légion d’honneur (1922)[33]

En Espagne
- Gran Oficial de la Orden de Carlos III (1896)[34]
- Gran Cruz de la Real Orden de Isabel la Católica (1900)

Au Brésil
- Imperial Ordem da Rosa (1887)[35]

Son nom a été donné au cratère lunaire Flammarion en 1935 par l'Union astronomique internationale. Le cratère est situé entre Sinus Medii (au nord) et le cratère Ptolemaeus (au sud). Les cratères satellites Flammarion A, B, C, D, T, U, W, X, Y, Z et la Rima Flammarion lui sont associés. Le cratère martien Flammarion et l’astéroïde (1021) Flammario sont aussi nommés en son honneur,. Plus indirectement, un astéroïde de la ceinture principale rend hommage à son observatoire de Juvisy : (605) Juvisia. L'astéroïde (141) Lumen porte le nom d'un de ses romans et (286) Iclea porte le nom de l'héroïne de son roman Uranie.
Plusieurs rues dans le monde ont été nommées en son honneur : plus de 70 rues en France mais également en Argentine, au Brésil, au Canada, au Chili, en Espagne, aux États-Unis, en Grèce, en Italie, au Mexique, aux Pays-Bas, en Roumanie, en Tunisie et à l'Uruguay.
Vers 1913, l'alpiniste et chef du service de l'enregistrement et des domaines, Camille Thionville, a donné le nom de Flammarion au lac occupant le fond du cône volcanique de la Citerne à Basse-Terre (Guadeloupe).
Son nom a été donné à de nombreuses sociétés savantes durant son vivant (quelques exemples : la Société astronomique Flammarion de Bogota en Colombie, fondée en 1880, la Société astronomique Flammarion d’Ixelles en Belgique, fondée en 1883, Société astronomique Flammarion de Genévrier en Suisse fondée en 1923 (devenue Société astronomique de Genève en 1946) ou après sa mort (exemples : la Société astronomique Bulgare Flammarion, fondée en 1928, le Cercle scientifique Flammarion de Nice, Société astronomique Flammarion d’Angers. Camille Flammarion est le parrain de la Société scientifique Flammarion de Marseille, créée le 15 mai 1884 et toujours en activité.
Des observatoires astronomiques ont également reçu son nom, comme l'Observatorio astronómico y meteorológico Flammarion (1908) au Mexique, l'Observatório popular Flammarion (1948) à São Paulo au Brésil et l'Observatoire héliométéorologique de Kouzbass Camille Flammarion (vers 1950 à Temirtau, dans la région de Kemerovo en Russie.
Un insecte fossile a été nomme en 2024 en l’honneur de Camille Flammarion. Il s'agit de Flammarionella hehaikuni, trouvé en 2016 en Birmanie par le professeur chinois Chenyang Cai de l'Institut de géologie et de paléontologie de Nankin.
Flammarion fut le premier à proposer les noms de Triton, un des satellites naturels de Neptune, et d'Amalthée, un des satellites naturels de Jupiter, noms qui ne furent officiellement adoptés que des décennies plus tard.

## Œuvre scientifique
Camille Flammarion étudie l’impact du soleil sur les plantes:180, ainsi que le cycle solaire. Il démontre que les taches solaires apparaissent au moment où l’activité est à son maximum:83. À l’observatoire de Juvisy-sur-Orge, il embauche Eugène Antoniadi avec qui il étudie la planète Mars et ses « canaux ». Il publie également en 1878 un Catalogue des étoiles doubles et multiples en mouvement relatif certain.

## Entre le monde scientifique et le monde spirite
Au cours de sa vie, sa passion pour l'astronomie n'a d'égal que son goût pour l'étude de l'inconnu. Depuis sa jeunesse dans les années 1860 jusqu'à sa mort en 1925, il s'intéresse aux liens pouvant exister entre les phénomènes mystérieux du spiritisme et ceux de la science et qu'il nomme lui-même « les forces naturelles inconnues ». Ceci l’amène à se rapprocher ou à être approché par Gérard Encausse, qui fait de lui un membre honorifique de son ordre martiniste.
Dans un chapitre de l'ouvrage collectif, Des savants face à l’occulte : 1870-1940, paru en 2002, de nombreux détails sont donnés sur sa participation au spiritisme et aux sciences psychiques.

### Du spiritisme religieux à la métapsychique

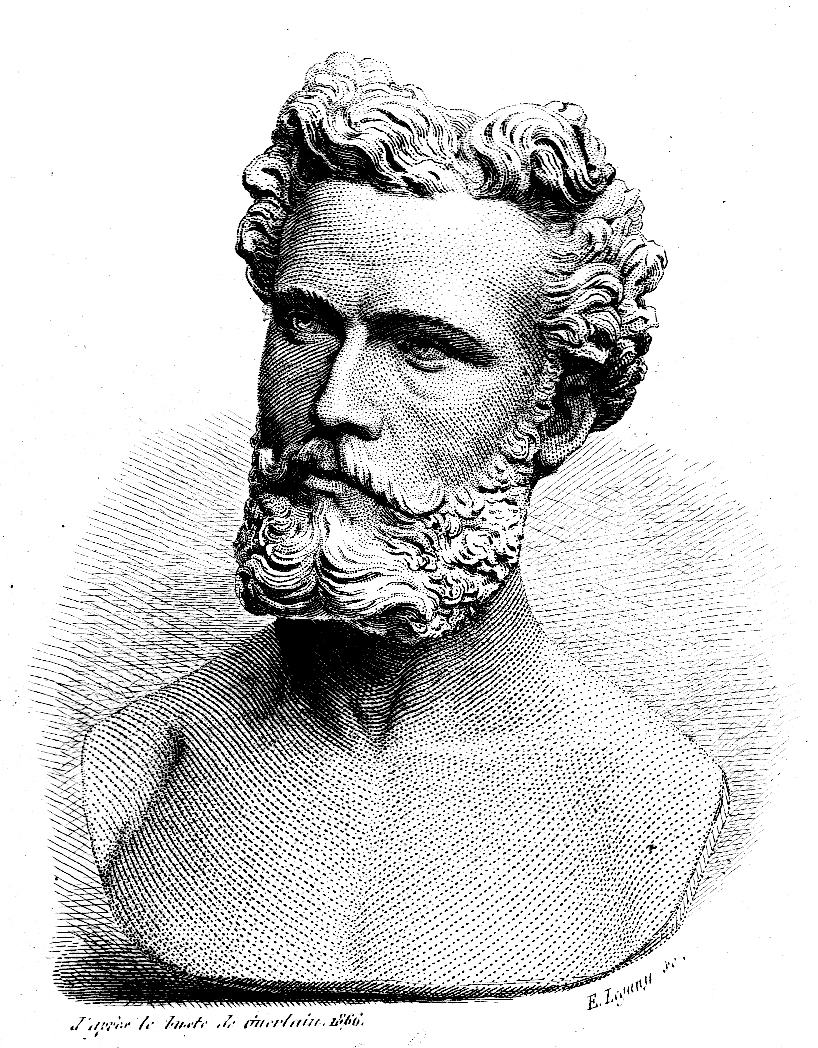
Buste de Camille Flammarion.

En 1861, Flammarion découvre Le Livre des Esprits d’Allan Kardec, codificateur du spiritisme. Il parvient à se mettre en contact avec lui et assiste à de nombreuses séances spirites.
Des suites de sa participation aux séances spirites du salon de Mme Huet, il tire un ouvrage, Les Habitants de l’autre monde (1862), qui peut être qualifié de profession de foi spirite. Il rédige ensuite le chapitre, « Étude uranographique » pour l'ouvrage d'Allan Kardec, La Genèse selon le spiritisme (1868) ; il y défend l'habitabilité des planètes par les âmes des défunts. Il délaisse durant près de vingt ans la littérature spirite, au profit de celle scientifique, avant d'y revenir par la publication de romans ouvertement spirites (Rêves étoilés en 1886, Uranie en 1889).
Un temps pressenti pour succéder aux travaux de Kardec, il rédige et prononce son éloge funèbre, il déclare : « le spiritisme n'est pas une religion, mais c'est une science dont nous connaissons à peine l'a b c. […] En quoi consiste le mystère de la vie ? Par quel lien l'âme est-elle attachée à l'organisme ? par quel dénouement s'en échappe-t-elle ? Sous quelle forme et en quelles conditions existe-t-elle après la mort ? Quels souvenirs, quelles affections garde-t-elle ? Ce sont là, Messieurs, autant de problèmes qui sont loin d'être résolus et dont l'ensemble constituera la science psychologique de l'avenir »,.
S'il fait partie dans un premier temps de ceux qui relient le spiritisme à la religion, comme P.-G. Leymarie ou Léon Denis, il s'oriente ensuite sur un spiritisme fondé sur la science de son époque, qui connaît alors de profonds changements, notamment dans le domaine de la spectroscopie et de l'étude des ondes invisibles : « La science physique nous enseigne donc que nous vivons ainsi au milieu d'un monde invisible pour nous, et qu'il n'est pas impossible que des êtres (invisibles également pour nous) vivent également sur la terre, dans un ordre de sensations absolument différent du nôtre, et sans que nous puissions apprécier leur présence, à moins qu'ils ne se manifestent à nous par des faits rentrant dans notre ordre de sensations ».

### L’enquête personnelle de Flammarion
Scientifique avant toutes choses, au début des années 1890, il fréquente Charles Richet et Xavier Dariex. Sur le modèle de la « Society for Psychical Research », ces deux derniers cofonderont les Annales des sciences psychiques, Flammarion intègrant son comité de rédaction aux côtés d'autres célèbres spirites européens : Sir William Crookes, Cesare Lombroso, Marcel Mangin, Joseph Maxwell, Enrico Morselli, Julian Ochorowicz, Francesco Porro (it), Albert de Rochas, Albert von Schrenck Notzing. Fort de cette notoriété, il fréquente également les milieux spirites européens, dont la British National Association of Spiritualists (aujourd'hui College of Psychic Studies (en)), et outre-atlantiques, comme la American Society for Psychical Research (en), étant même élu président de la Society for Psychical Research de Londres en 1923.

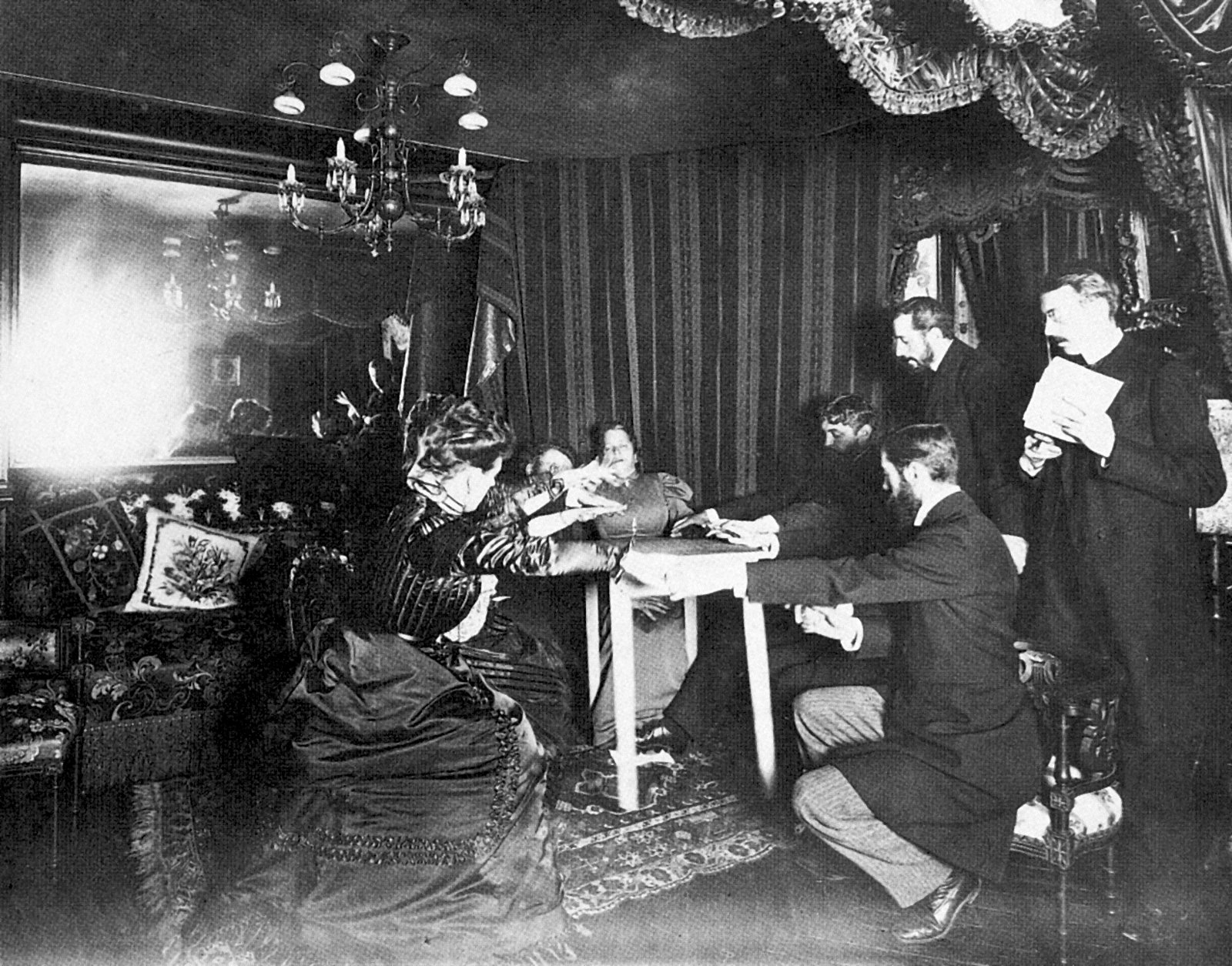
Une table lévite devant des témoins lors d'une séance avec la médium Eusapia Palladino au domicile de l'astronome Camille Flammarion, le 25 novembre 1898.

Pour expliquer les phénomènes produits par les médiums il formule plusieurs hypothèses : au moyen des ondes invisibles, au moyen d'une quatrième dimension dans le référentiel d'une géométrie non-euclidienne, enfin, il se rallie à la position de Crookes qui postule l'intervention d'une « force psychique ».
Dès 1898, il organise un certain nombre de séances avec la médium italienne Eusapia Palladino, la prenant en flagrant délit de tricherie, méfiance qui lui vient des expériences précédentes menées avec d'autres médiums pour lesquels il avait détecté des fraudes : « J’ai vu, de mes yeux vu, les clichés préparés par Buguet ; vu, de mes yeux vu, Slade écrire au-dessous de la table sur une ardoise dissimulée ». Le 7 mai 1899, il étudie les communications spirites que Victor Hugo avait obtenu sur l'île de Jersey, lors de son exil de 1851. Il en réfute l'origine médiumnique et affirme qu'elles sont une extériorisation de la pensée de Victor Hugo. En 1907, il publie Les Forces naturelles inconnues.
En 1921, dans le cadre d'une étude qu'il mène sur les fantômes et les maisons hantées, à l’observatoire de Juvisy, il fait venir la médium Éva Carrière afin d'étudier les phénomènes d'ectoplasmes qu'elle est réputée produire et qu'il place comme central pour expliquer les phénomènes de hantise et d'apparition de fantômes qu'il partage dans un livre, Les Maisons hantées (1923). Durant cette période, il rédige une série d'ouvrages en trois tomes, intitulée La Mort et son mystère (t. I Avant la mort, 1920 ; t. II, Autour de la mort, 1921 ; t. III, Après la mort, 1922).
En 1924, il cosigne le Manifeste des trente-quatre, que publie Gustave Geley dans un chapitre de son livre L'ectoplasmie et la clairvoyance, et qui tend à prouver la réalité métapsychique des phénomènes présentés par le médium Jean Cuzic, lors des séances qui ont lieu à l'Institut métapsychique international, entre novembre 1922 et mai 1923.
Son décès survenant en 1925 l'empêche de terminer son ouvrage, Les Fantômes et les sciences d’observation, publié à titre posthume 80 ans plus tard.

## Publications
En plus d'une importante bibliothèque, C. Flammarion a traduit et préfacé certains ouvrages. Il a également contribué à un grand nombre d’articles à diverses revues savantes, dont L'Astronomie, la Revue scientifique, La Nature, La Science illustrée, les Annales des sciences psychiques et La Revue spirite.

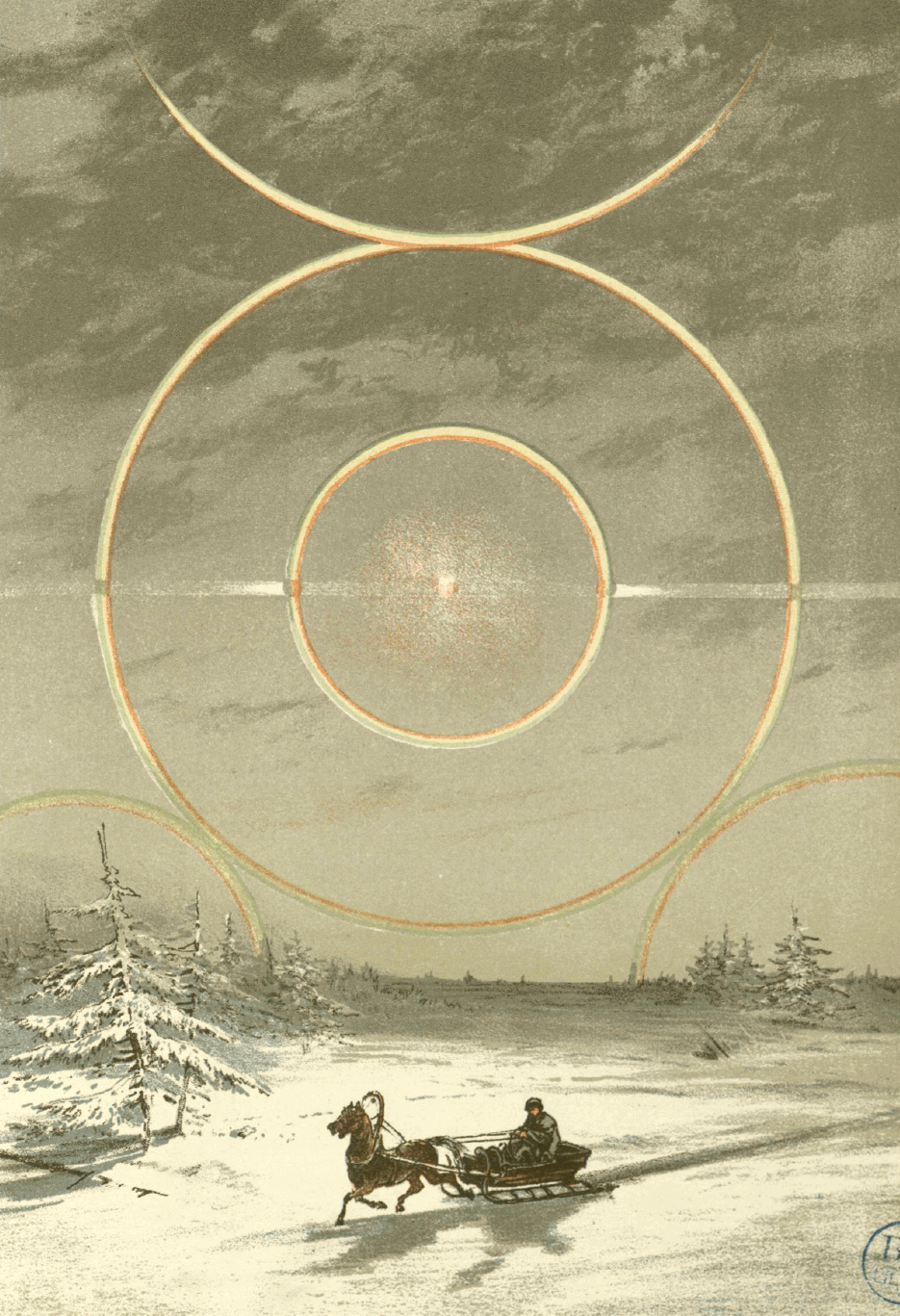
Illustration de L'Atmosphère : description des grands phénomènes de la nature, de Camille Flammarion (1873) (Cercle parhélique).

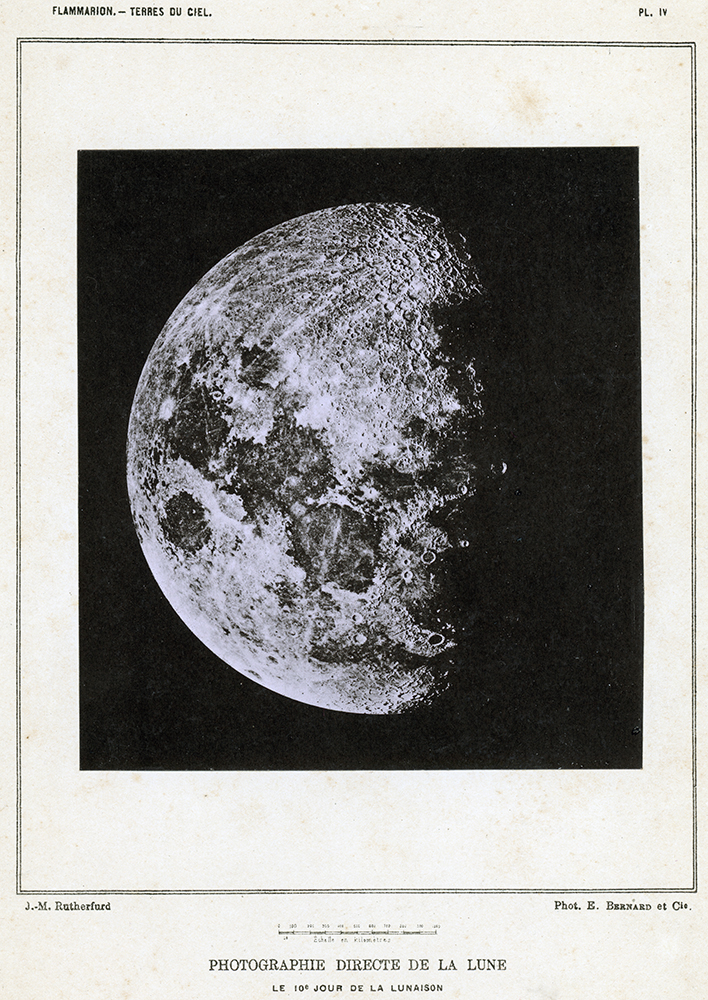
Photogravure de la lune parue dans l'ouvrage Les Terres du ciel, 1877.

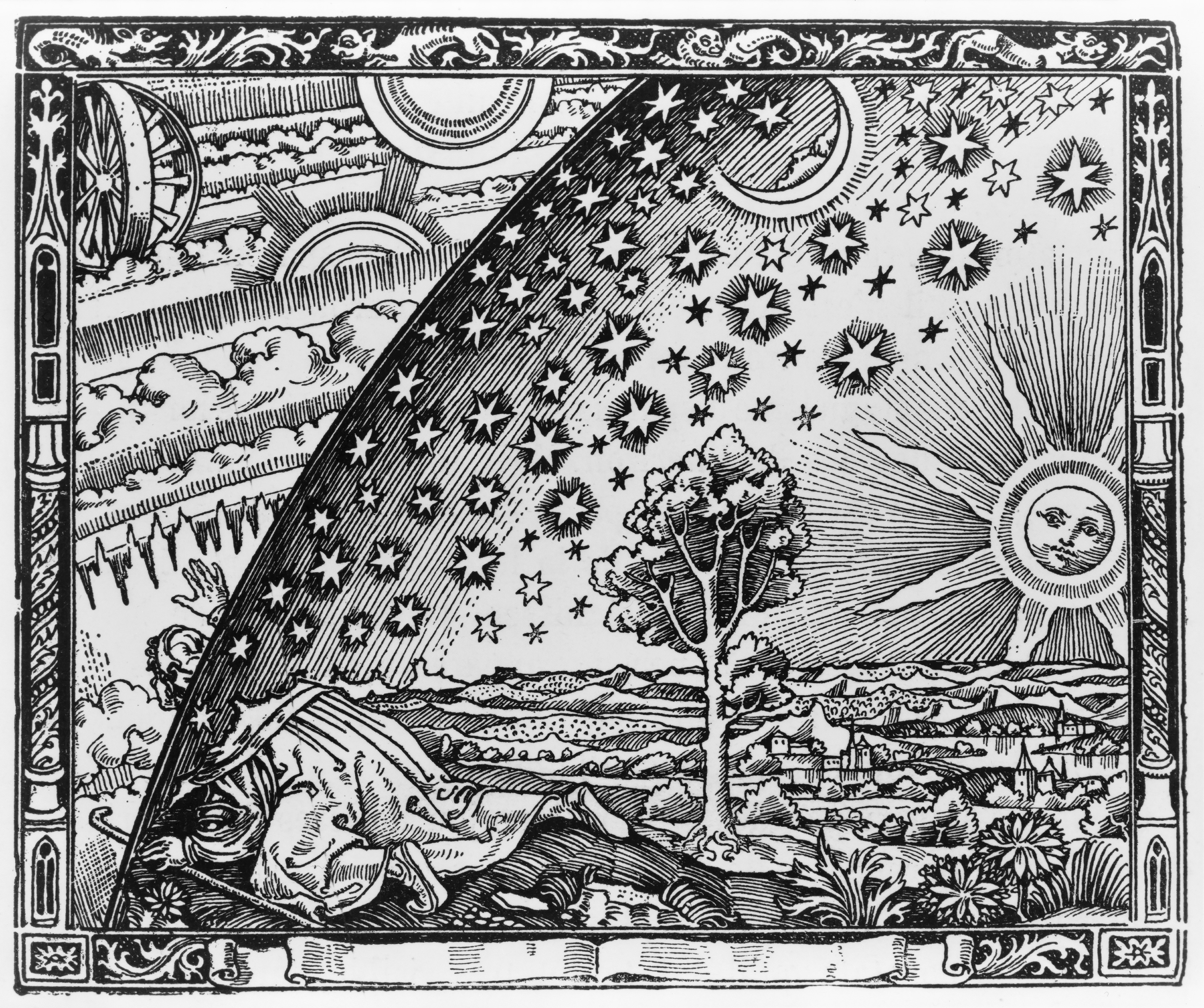
Universum par Camille Flammarion.Gravure sur bois de Flammarion, Paris, 1888 (Source : Coloris, Heikenwaelder Hugo, Vienne, 1998).

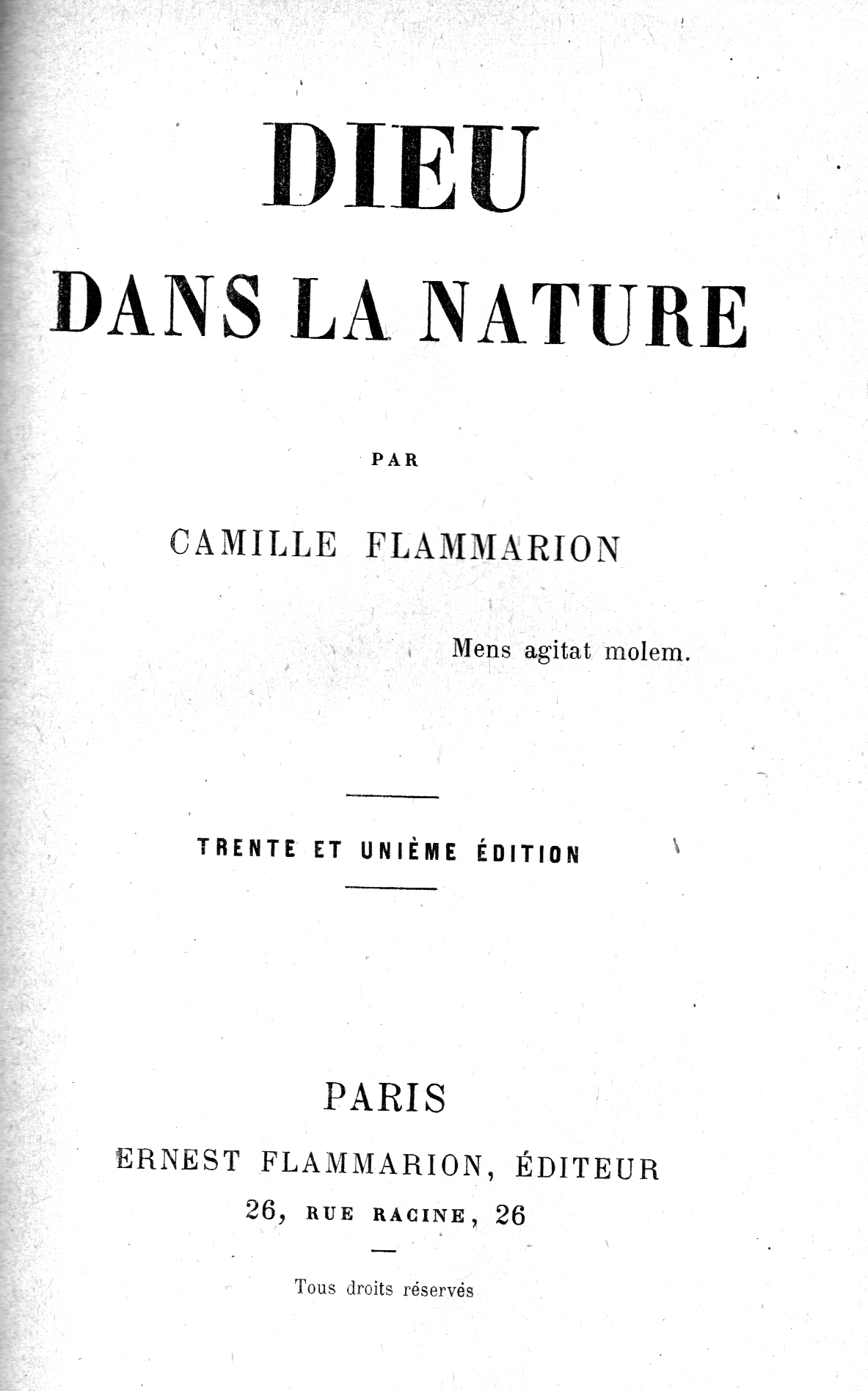
Page de garde de Dieu dans la nature (1888).

### Ouvrages
- Le Monde avant la création de l'homme ou Le Berceau de l'univers, Schulz et Thuillié (Paris) ; Gustave Havard (Paris) ; C. Muquardt éditeur (Bruxelles), 1857 (lire en ligne  [PDF])
- Les Habitants de l'autre monde, révélations d'outre-tombe (communications dictées par coups frappés et par l'écriture médiumnique au salon Mont-Thabor, médium mademoiselle Huet), Paris, Ledoyen, libraire éditeur, 1863, 2e éd. (1re éd. 1862) (lire en ligne ).
- La Pluralité des mondes habités : étude où l’on expose les conditions d’habitabilité des terres célestes discutées au point de vue de l’astronomie, de la physiologie et de la philosophie naturelle (Cette édition, entre autres gravures, comporte en frontispice, les aspects de la Terre et de Mars. En table des matières : Études historiques, les mondes planétaires, physiologie des êtres, les cieux, l’humanité dans l’univers, appendice), Paris, Mallet-Bachelier (1re éd. 1862) (lire en ligne sur Gallica ).
- Les mondes imaginaires et les mondes réels : voyage astronomique pittoresque dans le ciel et revue critique des théories humaines, scientifiques et romanesques, anciennes et modernes sur les habitants des astres, Paris, Didier, 1865 (lire en ligne sur Gallica ).
- Les forces naturelles inconnues : à propos des phénomènes produits par les frères Davenport et par les médiums en général, Paris, Didier et Cie (réimpr. 1907) (1re éd. 1865) (lire en ligne sur Gallica ).
- {{Ouvrage|titre=Les merveilles célestes :  lectures du soir|lieu=Paris|éditeur=L. Hachette|collection=Bibliothèque des merveilles|date=1865|lire en ligne=lire en ligne sur Gallica
- Les merveilles de la végétation (Écrit sous le pseudonyme de Fulgence Marion.), Paris, Hachette, coll. « La Bibliothèque des merveilles », 1866 (lire en ligne sur Gallica ).
- Dieu dans la nature, Paris, Didier et Cie (réimpr. 1869) (1re éd. 1866) (lire en ligne sur Gallica ).
- Études et lectures sur l'astronomie (9 volumes, 1867-1870) :

- t. I sur Gallica
- t. II sur Gallica
- t. III sur LillOnum
- t. IV sur LillOnum
- t. V
- t. VI
- t. VII
- t. VIII
- t. IX

- Les ballons et les voyages aériens (Écrit sous le pseudonyme de Fulgence Marion.), Paris, Hachette, coll. « La Bibliothèque des merveilles », 1867
- Les héros du travail, Paris, L. Hachette et Cie, 1867 (lire en ligne ).
- L'optique (Écrit sous le pseudonyme de Fulgence Marion.), Paris, Hachette, coll. « La Bibliothèque des merveilles », 1869 (lire en ligne sur Gallica ).
- Contemplations scientifiques (2 séries), Paris, Ernest Flammarion (réimpr. 1887) (1re éd. 1870) (lire en ligne sur Gallica ).
- L’Atmosphère, Paris, Hachette, 1871 (réimpr. 1872) (1re éd. 1871) (lire en ligne  [PDF]).
- Histoire du ciel, Paris, J. Hetzel, 1878 (1re éd. 1872) (lire en ligne  [PDF]).
- Récits de l’infini : Lumen, histoire d’une comète, 1872 (lire en ligne sur Gallica).
- Dans l’infini, 1872.
- Vie de Copernic et histoire de la découverte du système du monde, Paris, Hachette, 1872, 248 p. (lire en ligne  [PDF]).
- L'atmosphère : description des grands phénomènes de la nature, Paris, Librairie Hachette, 1873 (lire en ligne  [PDF]).
- Les Terres du ciel, description astronomique, physique, climatologique, géographique des planètes qui gravitent avec la terre autour du soleil et de l'état probable de la vie à leur surface, Paris, Didier et Cie, 1877 (lire en ligne sur Gallica ).
- Atlas céleste comprenant toutes les cartes de l'ancien atlas de Ch. Dien, Paris, Gauthier-Villars, 1887 (lire en ligne sur Gallica).
- Cartes de la Lune et de la planète Mars, 1878.
- Catalogue des étoiles doubles en mouvement, Paris, Gauthier-Villars, 1878 (lire en ligne sur Gallica).
- Astronomie sidérale (catalogue des étoiles doubles et multiples), 1879.
- Astronomie populaire : description générale du ciel (3 volumes, 1880-1882 : couronné par le prix Montyon de l’Académie française), Paris, C. Marpon et E. Flammarion : A. Le Vasseur : t. 1 sur Gallica, t. II sur Gallica, t. III sur Gallica.
- La Terre et la lune (extrait de l'Astronomie populaire), Limoges, E. Ardant, 1880 (lire en ligne ).
- Les Merveilles célestes, 1881 (lire en ligne sur Gallica ).
- Les Étoiles et les curiosités du ciel (édition avec gravures), 1881 (lire en ligne sur Gallica ).
- Les Terres du ciel, Paris, C. Marpon et E. Flammarion, 1884 (lire en ligne ).
- Le Monde avant la création de l’homme : origine du monde, de la vie, de l’humanité (édition avec gravures), 1886 (lire en ligne sur Gallica ).
- Dans le ciel et sur la Terre : tableaux et harmonies, Paris, C. Marpon et E. Flammarion (réimpr. 1887) (1re éd. 1886) (lire en ligne sur Gallica).
- Les Comètes, les étoiles et les planètes, 1886.

Au cours de ces années, il a publié une série de cartes, globes et planisphères donnant la position des étoiles. Un grand nombre de mémoires publiés dans les comptes rendus de l’Académie des sciences notamment sur les taches du Soleil et les montagnes de la Lune.
- Petite astronomie descriptive, Paris, L. Hachette et Cie, 1887 (lire en ligne ).
- L'Atmosphère : Météorologie populaire (édition avec gravures), 1888 (lire en ligne sur Gallica ).
- Rêves étoilés, Paris, C. Marpon et E. Flammarion, 1888 (lire en ligne  [PDF]).
- Uranie, 1889 (lire en ligne sur Gallica ).
- Astronomie élémentaire, Paris, Ligue Franco-Américaine de l'Enseignement, 1892 (lire en ligne sur Gallica).
- Qu'est-ce que le ciel ?, Paris, E. Flammarion, 1892 (lire en ligne sur Gallica).
- Stella, 1897.
- Centralisation et discussion de toutes les observations faites sur Mars (2 vol., 1892-1902).
- Clairs de lune, 1894 (lire en ligne sur Gallica ) Disponible sur LillOnum.
- La Fin du monde, 1894 (lire en ligne sur Gallica ) Disponible sur LillOnum.
- Dictionnaire encyclopédique universel (1894-1898) (lire en ligne sur Gallica ).
- L'éruption du Krakatoa et les tremblements de terre, Paris, C. Marpon et E. Flammarion, 1900 (lire en ligne ).
- Les étoiles et les curiosités du ciel : description complète du ciel visible à l'œil nu et de tous les objets célestes faciles à observer, Paris, E. Flammarion, 1899 (lire en ligne ).
- L’Inconnu et les problèmes psychiques : Manifestations de mourants. Apparitions. Télépathie. Communications psychique. Suggestion mentale. Vue à distance. Le monde des rêves. La divination de l’avenir (édition complétée en 1911 et en 1917), Paris, E. Flammarion, 1900 (lire en ligne sur Gallica ).
- Les Imperfections du calendrier, 1901.
- Astronomie des dames : précis d'astronomie descriptive, Paris, E. Flammarion, 1903 (disponible sur Internet Archive).
- Les Phénomènes de la foudre, 1905.
- L’Atmosphère et les grands phénomènes de la nature, Paris, Hachette, 1905 (lire en ligne sur Gallica).
- Les Forces naturelles inconnues, 1907 (lire en ligne sur Gallica ).
- Mémoires biographiques et philosophiques d’un astronome, 1911 (lire en ligne sur Gallica ).
- La Mort et son mystère, Éditions J'ai lu, coll. « L'Aventure mystérieuse », 1920
  - t. I : Avant la mort [lire en ligne].
  - t. II : Autour de la mort [lire en ligne].
  - t. III : Après la mort [lire en ligne].

- Les Maisons hantées : en marge de « La mort et son mystère », J'ai lu, coll. « L'Aventure mystérieuse » (no A247), 1923 (disponible sur Internet Archive ).
- Discours présidentiel à la Society for Psychical Research, suivi d'Essais médiumniques, uranographie générale, 1923 (lire en ligne ).
- Voyages en ballon (lire en ligne ).
- Fantômes et sciences d’observation (ouvrage posthume, inédit, pratiquement terminé lors de sa mort), Agnières, Edition Jean-Michel GRANDSIRE, 2005 (présentation en ligne).

### Ouvrages préfacés
- Émile Belot (préf. C. Flammarion), L'Origine dualiste des mondes et la structure de notre univers, Payot, 1924 (lire en ligne sur Gallica ).
- Rufina Noeggerath (préf. C. Flammarion), La Survie, sa Réalité, sa Manifestation, sa Philosophie : Échos de l'Au-delà, Paris, éd. Leymarie, 1897 (lire en ligne  [pdf, doc, epub]).

### Traductions
- Sir Humphrey Davy (trad. C. Flammarion), Les Derniers Jours d'un philosophe, Paris, C. Marpon & E. Flammarion (réimpr. 1883) (1re éd. 1869) (lire en ligne sur Gallica).

### Camille Flammarion dans des œuvres de fiction
- Camille Flammarion apparaît dans le roman de Jean de La Hire Le Mystère des XV, dans lequel il rejoint une expédition française partie conquérir la planète Mars, en tant que membre scientifique — Le Matin du 17 juin 1911, lire en ligne sur Gallica, p. 6.
- Dans le roman Au pays des brumes d'Arthur Conan Doyle, Camille Flammarion assiste à une séance de spiritisme. Le romancier ne lui prête toutefois aucun dialogue ni action.
- Il apparaît également dans le tome 1 de la série de bande dessinée L'Œil de la Nuit de Serge Lehman et Gess, dans lequel il donne une conférence à la Sorbonne sur la découverte d'une momie martienne.
- Dans le roman Nord, Louis-Ferdinand Céline invente le titre d'un livre qu'il attribue à Camille Flammarion : La Vie des astres. — Louis-Ferdinand Céline, Nord, Folio (ISBN 978-2-07-036851-8), p. 310.